# Kriegspartei
Als Kriegsparteien, auch Konfliktparteien oder Kriegführende, bezeichnet das Völkerrecht Gruppen von Kombattanten, die Teil einer Befehlskette sind. Erstmals definiert wurde der Begriff in der Haager Landkriegsordnung, die dabei Staaten als Regelfall annahm, aber auch Milizen und Freikorps einbezog.
Mit dem Briand-Kellogg-Pakt von 1928, auch bekannt als Kriegsächtungspakt, wurde von den Vertragsparteien die Kriegführung geächtet und zugesagt, auf Krieg zur Konfliktlösung zu verzichten. Dadurch änderte sich die Rechtsstellung von Aggressoren. Diese hatten wegen der Unrechtmäßigkeit eines Angriffs kein Recht (ex injuria jus non oritur) auf Nichtdiskriminierung gegenüber Dritten. Stattdessen entstand der neue Status der Nichtkriegführung, bei der der Drittstaat sich zwar nicht aktiv an Kampfhandlungen beteiligen darf, die angegriffene Partei jedoch beispielsweise durch Finanzhilfen oder Waffenlieferungen unterstützt, um den Rechtsbruch abzuwehren. Dieses zwar parteiische Handeln führt somit nicht zum Status einer Konfliktpartei. Bei der Nichtkriegführung handelt es sich nicht um eine Zwischenstufe zwischen Neutralität und Kriegszustand, sondern um eine die Neutralität ersetzende Rechtsstellung.
Erstmals Anwendung fand diese Regelung im Zweiten Weltkrieg, als der britische Premierminister Winston Churchill den US-Präsidenten Franklin D. Roosevelt zur nichtkriegführenden Unterstützung aufforderte. Die Vereinigten Staaten folgten diesem Aufruf in Form des Leih- und Pachtgesetzes mit umfangreichen Lieferungen von Waffen und Hilfsgütern. Erst als US-amerikanische Truppen durch den Angriff auf Pearl Harbor direkt an Kriegshandlungen beteiligt waren, wurden die USA zur Kriegspartei.